# 2,4,5-trietossianfetamina
La 2,4,5-trietossianfetamina (o EEE) è una sostanza psichedelica. È l'analogo trietossi del TMA-2. L'EEE è stata sintetizzata per la prima volta da Alexander Shulgin. Nel suo libro PiHKAL in cui tale composto viene descritto, sia il dosaggio che la durata dei suoi effetti sono sconosciuti. Esistono pochissimi dati sulle proprietà farmacologiche, il metabolismo e la tossicità delle EEE.